# Xã Washington, Quận Hall, Nebraska
Xã Washington (tiếng Anh: Washington Township) là một xã thuộc quận Hall, tiểu bang Nebraska, Hoa Kỳ. Năm 2010, dân số của xã này là 1.869 người.